# بيريار وحقوق المرأة

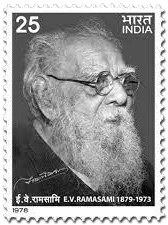
بيريار إي راماسامي

بيريار إي في راماسامي (17 سبتمبر 1879 – 24 ديسمبر 1973) معروف أيضًا باسم راماسوامي، إيفر، ثانتاي بيريار، كان مصلحًا اجتماعيًا درفيديًا وسياسيًا من الهند. أسس حركة احترام الذات وحركة درافيدار كازاغام. دافع عن حقوق المرأة واعتُبر سابقًا لعصره بالإضافة إلى كونه مثير للجدل. في جميع أنحاء شبه القارة الهندية اليوم، لا تزال النساء مهمشات في مختلف المجموعات العرقية والدينية. خلال الجزء الأول من القرن العشرين، كان هناك العديد من الثورات ضد الحكم البريطاني (الخارجي) ومَظالِم مرتكبة بين شعوب شبه القارة (الداخلية). مع كل ذلك، تركت حقوق المرأة في الظلام. وذكر بيريار أن «الإصلاحيين السياسيين يحرضون على أن امتياز إدارة [الهند] يجب أن يذهب إلى [الهنود]». ويحرض المصلحون الاجتماعيون على ضرورة التخلص من الانقسامات والاختلافات الطائفية. ولكن لا أحد ينتبه إلى المشقة الكبيرة التي يعاني منها قطاع كبير من النساء. يتفق الأذكياء على أن الخالق لم يمنح الرجال والنساء مَدارِك مختلفة. يوجد لدى كل من الرجال والنساء فئة مثقفين وشجعان، وكذلك فئة أغبياء وجبناء. في حين أن هذا هو الحال، فمن غير العدل ومن اللؤم من جانب الذكور المتغطرسين مواصلة تشويه سمعة الإناث واستعبادهم.
أوضح بيريار أنه من القسوة الشديدة من جانب الإخوة الهندوس أن يشهدوا الدمار التدريجي الذي يعاني منه نصف مجتمعهم، دون اتخاذ أي إجراء. وبصرف النظر عن ذلك، فإن الرجال والنساء هم بشر على حد سواء. الفرق في الميزات المادية لن يغير الجودة البشرية. الفرق في العقل والقوة البدنية التي نجدها بين الرجال يمكن العثور عليها بين النساء أيضًا. الممارسة تحسن الموقف بشكل متساوي لدى كل من الرجال والنساء. فكما هناك أشخاصًا أغبياء وضعفاء وأشخاصًا ذوي صفات سيئة بين الرجال، فمن المرجح أيضًا أن يكون هناك أشخاص بنفس الصفات لدى النساء أيضًا.

## الزواج
فيما يتعلق بالزواج، صرح بيريار أنه أحد أسوأ العادات في الهند. وزعم أن مبدأ الزواج، باختصار، يتضمن استعباد الزوج للمرأة ولا شيء آخر. أُخفي هذا الاستعباد تحت غطاء طقوس الزواج لخداع النساء المعنيات وذلك بإعطاء العرس اسمًا مزيفًا لوظيفة إلهية.
كان هناك العديد من الصحف في جنوب الهند تتحدث عن قتل الأزواج لزوجاتهم، للاشتباه في سلوك غير أخلاقي. غالبًا ما أدى شك الزوج في زوجته إلى ارتكاب جرائم قتل. أولئك الذين يؤمنون بالتدبير الإلهي، بحسب بيريار، لا يعرفون أن يسألوا أنفسهم لماذا تنتهي الزيجات التي تتم وفقًا للشعائر الدينية ورضا الله بهذه الطريقة.
يقول بيريار كذلك أن الفكرة القائلة بأن الشيء الوحيد المناسب للمرأة هو أن تكون عبدة للمنزل، وتحمل الأطفال وتربيتهم، فكرة خاطئة. ما دامت هذه القيود مفروضة على النساء، يمكننا أن نتأكد من أن النساء يجب أن يخضعن للرجال وأن يعتمدن على الرجال للحصول على المساعدة. إذا كان على المرأة أن تعيش على أساس المساواة مع الرجل، فيجب أن تتمتع بالحرية، مثل الرجل، في الحصول على نوع التعليم الذي تريده وأيضًا القيام بأي عمل يتناسب مع معرفتها وقدرتها وذوقها دون عائق.
وعلاوة على ذلك، اعترض بيريار على مصطلحات مثل «تُعطى كخادمة» و «تُعطى للزواج». فهذه «مصطلحات سنسكريتية» وتعامل المرأة كشيء. ودعا إلى استبدال كلمة الزواج المأخوذة من كلمة «فالكاي ثوناي» أو «شريك الحياة».

### النفقات
مع الزواج تأتي النفقات. وذكر بيريار أنه في بلدنا، وخاصة في المجتمع الهندوسي، الزواج هو شيء يسبب الكثير من الصعوبات والهدر لجميع الأشخاص المعنيين. لكن من يتزوجون لا يبدو أنهم يلاحظون الصعوبات المصاحبة لأنهم يعتقدون أن الحياة الاجتماعية تستلزم نفقات مهدرة وصعوبات كثيرة وبالتالي يجب عليهم بالضرورة مواجهة تلك المضايقات والمصاعب.
وليمة الزفاف، والمجوهرات، والملابس باهظة الثمن، والزَفَّة، والرقص، والموسيقى – تُنفق الأموال على كل هذه الأشياء لإرضاء غرور المنظمين. مهما كان مقدار الأموال التي تُنفق على حفل الزفاف ومهما كان كل عنصر من العناصر أبهى، فإن المرح والبهجة المرتبطين بهما تنتهي في غضون يومين أو ثلاثة أيام. في غضون أسبوع تُنسى المكانة والشرف المرتبطين بهؤلاء. لكن تترك نفقات الزفاف الكثير من العائلات محطمة. وبالنسبة للعديد من الأسر الفقيرة، تترك هذه النفقات عبئًا كبيرًا وتبقى الديون غير مسددة لعدد من السنوات.
أما إذا لم يُقترض المال المخصص لنفقة العرس وكان ملكًا لأحد الزوجين، فيمكن أن يُستغل هذا المبلغ في تربية الأولاد وتعليمهم. مثل هذا الإجراء سيكون مفيدًا للغاية.

## الزواج المدبر
في جنوب آسيا نسمع في الغالب عن الزيجات المدبرة كجزء من العادات والتراث والأديان. اعتقد بيريار أن أساليب الزفاف الآريَّة كانت بربرية بسبب الديانة والفن الآريين: تنتمي الفيدا، والساسترا، وبوراناس، والملاحم إلى العصر البربري. وذكر أن هذا هو السبب في أن أساليب زفافهم تتضمن قيام الوالدين بإعطاء الفتاة، والبغاء للأطفال البنات.
الزيجات المرتبة بشكل عام كانت تهدف إلى تمكين الزوجين من العيش معًا طوال الحياة واكتساب السعادة والرضا والسمعة الطيبة، حتى بعد سنوات من نسيان الرغبة والمتعة الجنسية.
ولكن مع التلاعب الأناني بهذا الميثاق، زعم بيريار أن النساء يجدن «متعة» في الزواج الرقيق لأنهن تربين على يد آبائهن دون تعليم واستقلال واحترام للذات، ولأنهن أجبرن على الاعتقاد بأن الزواج يعني التبعية للذكور. إن إدراج هؤلاء النساء الخانعات في مجموعة النساء «العفيفات» هو إغراء آخر لهن، مما يقودهن إلى العثور على المتعة في مثل هذه الزيجات.
ولأن الرجل متزوج أيضًا قبل أن يفهم طبيعة الحياة ومشاكلها وملذاتها، فإنه يكتفي بالطبيعة العبودية للزوجة والمتعة الجنسية التي تقدمها. إذا وجد أي تعارض، فإنه يتأقلم مع شريكته ومع ظروفه.